# Simulium arnoldi
Simulium arnoldi är en tvåvingeart som beskrevs av Gibbins 1937. Simulium arnoldi ingår i släktet Simulium och familjen knott. Inga underarter finns listade i Catalogue of Life.